# Бока (Немачка)
Бока (њем. Bocka) општина је у њемачкој савезној држави Тирингија. Једно је од 61 општинског средишта округа Грајц. Према процјени из 2010. у општини је живјело 514 становника. Посједује регионалну шифру (AGS) 16076007.

## Географски и демографски подаци
Бока се налази у савезној држави Тирингија у округу Грајц. Општина се налази на надморској висини од 330 метара. Површина општине износи 6,0 km².

## Становништво
У самом мјесту је, према процјени из 2010. године, живјело 514 становника. Просјечна густина становништва износи 85 становника/km².